# نو (أسطورة)
نو (بالإنجليزية: Nu'u)‏ عند شعب هاواي يعادل نو الشخص التوراتي المشهور نوح. كان أول رجل يبني فلكا عظيما مع غرفة على سطحه. وحمل معه الخنازير والكلاب والكافا والجذور وجوز الهند. وهكذا استطاع أن ينجو من الطوفان الذي سببه مد الموج.